# Freakshow (Album)
Freakshow ist ein Album, das in Zusammenarbeit der beiden deutschen Untergrund-Rapper Mach One und Darn entstand. Es erschien am 24. August 2007 über das Label Adrenalin Musik (Soulfood), erreichte jedoch nie die deutschen Albumcharts.

## Titelliste
- Intro (von Vork) – 0:28
- NichtHörenNichtsSehenNichtsSagen – 3:52
- SchwanzRaus – 3:45
- UndErLächelt... – 3:28
- Crackardy (skit) – 1:05
- Jumpen (feat. Favorite) – 3:20
- WennSchonDennSchon – 3:31
- Schubidu (feat. K.I.Z & Massimo) – 3:43
- KopfHoch – 2:47
- DoktorSommer (feat. Vork) – 4:13
- Eifersucht (skit) – 1:08
- Wenn'sSoWeiterGeht – 4:34
- DadamTadamDam (feat. Taktloss) – 3:55
- KroneDerSchöpfung – 2:49
- NurMusik – 3:08
- Kaffeekränzchen – 3:50
- LetzteWorte – 4:49

## Covergestaltung
Das Album-Cover ist ein Farbfoto, welches zwei Männer zeigt. Links unten einen, der seinen Blick nach unten gerichtet hält, auf dem Boden hockt und einen roten Maleranzug mit weißen Farbklecksen trägt. Auf der rechten Seite steht der andere, der ebenfalls seinen Blick auf den Boden gerichtet hält, sich mit einer Hand auf die (von ihm aus) linke Schulter des linken Mannes stützt und einen weißen Maleranzug mit roten Farbklecksen trägt. Beide tragen Kapuzen. In der linken oberen Ecke ist der Schriftzug „Mach One & Darn’s“ Freakshow zu erkennen.

## Rezeption
Der Lyriker Uwe Kolbe bezeichnete das Album in einem Interview mit Zeit online als „geschmacklos“. Dabei ging er insbesondere auf die Texte ein, „die du in wachem Zustand nicht schlucken würdest“. Als konkretes Beispiel nannte er „den ganzen Sexismus, der natürlich vielfach überschlagen und ironisch gebrochen ist“. Für ihn sei durch diese Art der Provokation „die Grenze zur Geschmacklosigkeit überschritten“.
Magda von bumbanet.de schrieb in ihrem Review zu dem Freakshow, dass sie von diesem Album besonders „Witz, Flow und auf jeden Fall verdrehte Vergleiche, die [sie] den Kopf schütteln lassen“ erwartete und „all dies definitiv erfüllt [wurde]. Wer die Beiden kennt, wird Beide nun lieben und vielleicht spornt dieses Feedback MachOne auch zur Veröffentlichung des Meisterwerks Teil 2 an.“
Der MZEE-Redakteur Daniel Fersch betitelte Freakshow als „eines der wahnsinnigsten wie großartigsten Kollaboalben der hiesigen Szene“. Ihm zufolge sei es „vollgestopft mit Höhepunkten“ und die darauf enthaltenen Lieder „außerdem extrem unterhaltsam“.